# ريان دي فريس
ريان دي فريس (14 سبتمبر 1991 بكيب تاون في جنوب أفريقيا - ) (بالإنجليزية: Ryan De Vries)‏ هو لاعب كرة قدم نيوزلندي في مركز الهجوم. شارك مع منتخب نيوزيلندا لكرة القدم. أما مع النوادي، فقد لعب مع نادي أوكلاند سيتي ووايتاكيري يونايتد وBentleigh Greens SC ‏.

## وصلات خارجية
- ريان دي فريس على موقع الاتحاد الدولي (مؤرشف)  (الإنجليزية)
- ريان دي فريس على موقع رابطة كرة القدم اليابانية للمحترفين (اليابانية)
- ريان دي فريس على موقع قاعدة بيانات كرة القدم.إي يو (الإنجليزية)
- ريان دي فريس على موقع ناشيونال فوتبول تيمز (الإنجليزية)
- ريان دي فريس على موقع Soccerway.com (الإنجليزية)
- ريان دي فريس على موقع عالم كرة القدم.نت (الإنجليزية)
- ريان دي فريس على موقع AS.com (الإسبانية)